# Lesothos damlandslag i fotboll
Lesothos damlandslag i fotboll representerar Lesotho i fotboll på damsidan. Dess förbund är Lesotho Football Association.